# Donal Creed
Donal Creed (n. 7 septembrie 1924, Maigh Chromtha⁠(d), Munster⁠(d), Irlanda – d. 23 noiembrie 2017) a fost un om politic irlandez, membru al Parlamentului European în perioada 1973-1977 din partea Irlandei.
1. 1 2 3 4 5 6 7 8   https://www.oireachtas.ie/en/members/member/Donal-Creed.D.1965-04-21 Lipsește sau este vid: |title= (ajutor)